# Waldir Onofre
Waldyr Couto Onofre, (Itaguaí, 5 de agosto de 1934 — Rio de Janeiro, 7 de janeiro de 2015) foi um cineasta e ator brasileiro. Foi um dos primeiros cineastas negros do Brasil.

## Biografia
Coadjuvante bastante considerado pelo tipo físico, expressividade futuro e o talento interpretativo, filmou quase sempre atuando em papéis de vilão. Começou a trabalhar desde criança, como serralheiro e ferreiro. Fez um curso técnico de rádio e televisão, passando a viver dos consertos em aparelhos eletrônicos.  Conseguiu juntar algum dinheiro, com o qual passou a fazer um curso de interpretação por correspondência. Em 1953 descobriu o curso de interpretação de Berliet Junior, produtor da Rádio Nacional. Três anos depois matriculou-se no Conservatório Nacional de Teatro, onde estudou até 1960. Estudou com João Bethencourt e fez estágio com o ensaiador americano Jack Brown, discípulo de Constantin Stanislavski.
Estreou profissionalmente no teatro com uma montagem de O Contato drama americano encenado em 1960. Seu desempenho chamou a atenção do diretor Miguel Borges que o chamou para protagonizar o episódio Zé da Cachorra, incluído no longa Cinco Vezes Favela.
Tornou-se colaborador regular de Borges, com quem filmou Perpétuo contra o Esquadrão da Morte, Canalha em Crise e Maria Bonita, rainha do cangaço. Ao mesmo tempo, iniciava sua carreira por trás das câmeras, como assistente de direção de Canalha em crise.
Em 1968, montou a primeira peça da sua escolinha de teatro, Papai Noel e os dois ladrões, um texto do antigo professor João Bethencourt.
Manteve a carreira como ator de cinema, marcado pelos papéis de vilão, até que conseguiu chamar  a atenção de Nelson Pereira dos Santos, que o convidou para atuar em O amuleto de Ogum. Mais do que isso, o cineasta incentivou Onofre a se expressar também realizando os próprios filmes. O resultado foi As Aventuras Amorosas de um Padeiro, uma comédia de costumes sobre a vida suburbana que também abordava o tema do racismo. Produzido por Nelson Pereira dos Santos, foi o único longa dirigido por Onofre. O filme ganhou o Kikito de Ouro no Festival de Gramado de 1976.
Vieram em seguida os curtas que, a exemplo de As Aventuras Amorosas de um Padeiro, retratavam os hábitos e costumes do subúrbio do Rio de Janeiro, como Clóvis, a alegria do carnaval suburbano.
Idealizou um projeto de uma agência de figuração dedicada exclusivamente a atores negros, que finalmente saiu do papel na década de 1980. Continuou atuando esporadicamente, com participações em teatro e nas telenovelas Irmãos Coragem e O homem que deve morrer.

## Filmografia[carecede fontes?]

### Diretor assistente
- A Terceira Margem do Rio (1994) (Longa-metragem) Recebeu o prêmio Margarida de Prata em 1994 e foi indicado ao Urso de Ouro no Festival de Berlim em 1994.
- Memórias do Cárcere (1984) (Longa-metragem).
- Perpétuo Contra o Esquadrão da Morte (1967) (Longa-metragem).

### Diretor
- As Aventuras Amorosas de um Padeiro (1975) (Longa-metragem) Kikito de Ouro no Festival de Gramado de 1976.

### Ator
- Mauá: O Imperador e o Rei (1999) (Longa-metragem).
- O Que é Isso, Companheiro? (1997) (Longa-metragem) Recebeu uma indicação ao Oscar Melhor Filme Estrangeiro em 1997.
- A Terceira Margem do Rio (1994) (Longa-metragem).
- Doida Demais (1989) (Longa-metragem)
- Lili, a Estrela do Crime (1989)
- Jorge, um Brasileiro (1988) (Longa-metragem), Telmo.
- Sonhei com Você (1988) (Longa-metragem).
- Leila Diniz (1987) (Longa-metragem).
- Running Out of Luck(1987) (Longa-metragem),Guarda.
- O Homem da Capa Preta (1986) (Longa-metragem).
- Memórias do Cárcere (1984) (Longa-metragem).
- Quilombo (1984) (Longa-metragem).
- O Caso Cláudia (1979).
- A Dama do Lotação (1978) (Longa-metragem).
- Marcados para Viver (1976) .... Branquinho (participação especial) [6]
- As Aventuras Amorosas de um Padeiro (1975) (Longa-metragem).
- O Amuleto de Ogum (1974) (Longa-metragem).
- Sagarana, o Duelo (1973) (Longa-metragem).
- Toda Nudez Será Castigada (1973) (Longa-metragem), Bêbado que briga com Serginho.
- Emboscada (1971) (Curta-metragem).
- O Barão Otelo no Barato dos Bilhões (1971) (Longa-metragem), Operário.
- Os Senhores da Terra (1970) (Longa-metragem).
- Macunaíma (1969) (Longa-metragem) Festival Internacional de Mar del Plata 1970 (Argentina),melhor filme.
- Perpétuo Contra o Esquadrão da Morte (1967) (Longa-metragem), Cara de Cavalo.
- A Falecida (1965) (Longa-metragem) Melhor Atriz (Fernanda Montenegro) no Prêmio Governador do Estado de São Paulo - 1965. Melhor Filme, Melhor Diretor (Leon Hirszman), Melhor Ator (Paulo Gracindo) e Melhor Argrumento (Nelson Rodrigues) no Segundo Festival de Cinema de Teresópolis - 1965. Prêmio Gaivota de Ouro no Festival Internacional do Filme do Rio de Janeiro - 1965

Melhor Atriz (Fernanda Montenegro), Primeira Semana do Cinema Brasileiro. Quinto Lugar no Prêmio Governador do Estado de Guanabara, comissão de Auxilio à Indústria Cinematográfica do Rio de Janeiro - 1965.
- Canalha em Crise (1965).
- Ganga Zumba - Rei dos Palmares (1963) (Longa-metragem).
- Cinco Vezes Favela (1962) (Longa-metragem), (segmento "Zé da Cachorra") Roteirista.
- Jesuino Brilhate o Cangaceiro (longa-metragem) filme produzido no Rio Grande do Norte dirigido por William Cobbet-faz o papel de um escravo amigo do cangaceiro Jesuino.

### Televisão
- Irmãos Coragem (1970) - Anacleto
- O Homem que Deve Morrer (1972) - Pedrão (Pedro)
- Marron Glacé - Natan ( primo de Dayse Bizuca)
- Corpo a Corpo (1984) -  Antônio Rangel (Seu Rangel)

### Roteirista
- As Aventuras Amorosas de um Padeiro (1975) (Longa-metragem)